# Cleome dolichostyla
Cleome dolichostyla är en paradisblomsterväxtart som beskrevs av Saiyad Masudal Saiyid Masudul Hasan Jafri. Cleome dolichostyla ingår i släktet paradisblomstersläktet, och familjen paradisblomsterväxter. Inga underarter finns listade i Catalogue of Life.